# Língua queqchi
A língua queqchi (Q'eqchi' ) é uma língua maia falada na Guatemala e Belize e El Salvador. Na Guatemala é falada nos departamentos de Alta Verapaz, Petén, Izabal e El Quiché. No Belize é falada por várias comunidades maias do distrito de Toledo.

## Dialetos
Tradicionalmente considera-se existirem dois dialectos de queqchi - um falado em Cobán, Alta Verapaz na Guatemala e área circundante; outro dialecto dito "oriental" é falado nas restantes zonas.

## Escrita
Na ortografia actual, que usa o Alfabeto latino modificado, existem 33 grafemas, cada um dos quais correspondente a um fonema. Estão incluídas as 5 vogais separadas em curtas e longas, bem como 4 Ditongos ay, ey, oy, uy. As consoantes não incluem d, f, g, v, z, mas apresentam as formas consonantais ch, ch', k', kw, ky, q', t', tz', tz, com algumas oclusivas glotais.

## História
Ao tempo do início da Colonização espanhola da América a lingua Queqchi era provavelmente falada por menos pessoas do que línguas próximas como Itzá, Mopan e Cholti, hoje extintas. A principal evidência desse fato não está em documentos coloniais, mas na grande presença de palavras originárias dessas três línguas no Queqchi. Porém, alguns fatores fizeram a língua sobreviver melhor do que as mencionadas línguas. Um deles é o caráter montanhoso inóspito de seu território, o que dificultava conquista por invasores. Outro foi, que, em lugar de ter sido simples e rapidamente conquistados como os Cholti', ou ter resistido por muito tempo (200 anos) como os Itza, os Queqchi chegaram a um acordo particular com os espanhóis, pelo qual padres Dominicanos liderados pelo frei Fray Bartolome de las Casas, foram autorizados a entrar no território Queqchi sem problemas de proselitismo, enquanto que leigos espanhóis não podiam acessar a área. Isso levou seu território a ser denominado “Verapaz" (paz verdadeira) pelo espanhóis, um nome que ainda sobrevive nos departamentos Alta Verapaz  e Baja Verapaz da Guatemala. Esse desenvolvimento relativamente precoce permitiu ao povo se espalhar e até guerrear contra os grupos Maias vizinhos. Mesmo que depois disso se tenham seguido brutais políticas anti-indígenas pelos liberais do século XIX e pelos governos militares do final do século XX, o Queqchi é a 3ª língua maia mais falada na Guatemala e a 4ª mais usada na região dos Maias. Uma expansão pós colonial relativamente recente é uma razão para que o Queqchi seja talvez o idioma mais homogêneo dentre as Línguas maias 

## Textos
Assim como ocorre com as demais línguas Maias, o Queqchi ainda está em processo de se tornar uma língua escrita e literária. Os textos existentes podem ser, ainda que grosseiramente, ser classificados em três categorias:
1) Textos educacionais pretendem ensinar ao povo como falar, escrever e ler Queqchi. Essa categoria inclui materiais como Dicionários, Gramáticas, como também livros técnicos para uso nas escolas rurais da Guatemala, nas comunidades onde a maioria das pessoas são falantes nativas de Queqchi.
2) Textos religiosos. Uma versão protestante da Bíblia (publicação da SIL com base em trabalhos de Guillermo Sedat, Eachus e Carlson) é provavelmente o texto mais difundido escrito na língua. Nos últimos cerca de 20 anos, a Igreja Católica foi uma das maiores defensoras da escrita e várias organizações católicas foram responsáveis na produção de textos na língua, dentre os quais o Novo Testamento, Êxodo,  Gênesis e vários panflteos educacionais. Um livro de cânticos Qanimaaq Xloq'al li Qaawa' 'Nós louvamos o Senhor', que é muito popular entre os Católicos, foi impresso durante muitos anos e atualizados com novas canções frequentemente. O Livro de Mórmon também está disponível em Queqchi, bem como outros textos religiosos.
3) Textos seculares e não instrutivos também começaram a ser publicados nos últimos dez anos, porém, ainda é pequena. O mais ambiciosos desse trabalhos foi uma livre tradução do texto  Quiché Popol Vuh pelo professor e tradutor Queqchi Rigoberto Baq Qaal (ou Ba'q Q'aal), uma coleção de contos folclóricos, tudo para língua Queqchi, incluindo ainda a Constituição da Guatemala.

## Amostra de texto
Chijunil li poyanam juntaq'eet wankil xloq'al naq nake'yo'la, ut kama' ak reheb' naq wan xna'leb'eb ut nake'reek'a rib', tento naq te'xk'am rib' sa' usilal chirib'ilrib'eb'.
Tradução
Todos seres humanos nascem livre e iguais em direitos e dignidade. São providos de razão e consciência e devem agir uns em relação aos outros num espírito de fraternidade. (Artigo  1 da Declaração Universal dos Direitos Humanos)